# Dineutus hornii
Dineutus hornii es una especie de escarabajo del género Dineutus, familia Gyrinidae. Fue descrita científicamente por Roberts en 1895.
Habita en El Salvador, México, Canadá y los Estados Unidos (desde Nueva Escocia y Saskatchewan hasta Florida y Texas). Los machos miden 9.9–10.9 mm y las hembras 10.3–11.3 mm. Habita en los ecosistemas lénticos.